# Aleksandrovs sats
Inom matematisk analys är Aleksandrovs sats, uppkallad efter Aleksandr Danilovitj Aleksandrov, ett resultat som säger att om U är en öppen delmängd av Rn och  f : U → Rm  en konvex funktion har f en andraordningsderivata nästan överallt.